# Вадомар
Вадомар (д/н — після 373) — король алеманів-брісгавів.

## Життєпис
Про його батьків замало відомостей. На початку 350-х років разом з братом Гундомадом воював проти римського імператора Констанція II, але після поразки брати вимушені були укласти мир з Римом, отримавши статус федератів. У 357 році після загибелі брата очолив алеманів-брісгавів. Разом з іншими королями алеманів у 359 році, спонукаємий імператором, вирішив виступити проти цезаря Юліана. Проте останній того ж року раптово перейшов Рейн, змусивши алеманів підкоритися без бою та укласти мирний договір на колишніх умовах.
У 360 році, скориставшись початком відкритого протистояння Юліана і Констанція II, Вандомар напав та пограбував прикордонні області провінції Реції. Водночас відправив листа до Констанція III з пропозицією атакувати Юліана в обмін на нові дарунки та землі. Втім ці перемовини було викрито, Вандомара запрошено на бенкет до Юліана, де арештовано. Потім відправлено до Іспанії. Новим королем алеманів-брісгаві поставлено сина Вандомара — Вітікаба.
Лише після смерті імператора Юліана зумів повернутися із заслання. Новий імператор Іовіан того ж року призначив Вадомара дуксом провінції Фінікія. Згодом брав участь у військовій кампанії імператора Валента проти узурпатора Прокопія у 366 році.
У 370—373 брав участь у війнах з Персією. Можливо загинув у битві біля Адріанополя 378 року.